# Владимирская башня
Владимирская башня — четырёхугольная проезжая башня Новгородского детинца, памятник военно-инженерного оборонительного зодчества конца XV века.

## Описание
Башня пятиярусная, в плане представляет собой «квадрат» 12,8 × 13 м. Высота башни с зубцами — 17,8 м; толщина стен на уровне второго яруса — 2 м. Венчает башню десятиметровый шатёр. Над проездом восточного фасада сохранилось фресковое изображение Николы. С двух сторон от проезда находятся два каменных креста — с северной стороны большой четырёхконечный каменный крест с надписью о его возведении во второй четверти XIII века чернецом Аркажского монастыря Симеоном, с южной стороны крест XVI—XVII веков. Западный фасад, выходящий внутрь Кремля, прорезан аркой, появившейся после уничтожения примыкавшего надвратного храма. Бойницы XV века Владимирской башни, в отличие от других башен Кремля, в верхней части имеют арочное кирпичное обрамление, напоминающее оконные проёмы.

## Расположение
Владимирская башня находится на валу в северо-восточной части Кремля, на берегу реки Волхов, и прекрасно обозревается с дальних расстояний.

## История

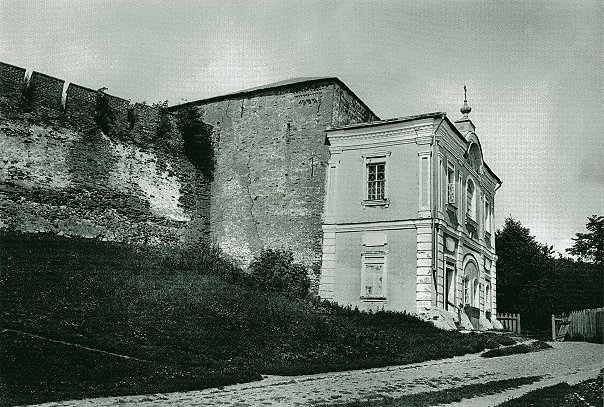
Никольская часовня конца XVIII в. у Владимирской башни

Своё название башня получила от Владимирской надвратной церкви 1311 года, выстроенной по указанию новгородского архиепископа Давида. Через башню проходила дорога в Неревский конец Софийской стороны Новгорода. До постройки этой башни путь из Детинца в Неревский конец проходил через Фёдоровскую башню. По результатам проведённых в 1957 году археологических раскопок под руководством M.X. Алешковского было выявлено, что башня построена на более ранних фундаментах. В 1461 году по указанию новгородского архиепископа Ионы Владимирская привратная церковь была полностью перестроена, а также к ней была пристроена трапезная; вероятно, тогда же была перестроена и башня. В XVI века на внешнем фасаде башни был написан образ Николая Чудотворца (фреска сохранилась до наших дней), откуда происходит другое название башни — Никольская. В XVI веке и в 1660-х бойницы башни переделывали, а в конце XVIII века башня была отремонтирована, пристроенная трапезная Владимирской привратной церкви была разобрана, но была пристроена двухэтажная Никольская часовня с проездом к Волхову из Архиерейского сада Детинца.
Во время Великой Отечественной войны башня получила значительные повреждения. В 1959—1961 годах по проекту А. В. Воробьёва и Н. С. Кривулиной башня была восстановлена в формах XV века, двухэтажная Никольская часовня была разобрана, но были восстановлены утраченные в XVIII веке этажи башни, а также были завершены работы по укреплению фундаментов башни, начатые в 1930-х гг., которые предотвратили её оседание.

## Культурное наследие
30 августа 1960 года постановлением Совета Министров РСФСР № 1327 «О дальнейшем улучшении дела охраны памятников в РСФСР» ансамбль Новгородского кремля принят под охрану как памятник государственного значения.
В 1992 году Решением юбилейного заседания Комитета Всемирного наследия ЮНЕСКО архитектурный ансамбль Новгородского кремля включён в Список Всемирного наследия.